# Hellmuth Greinert

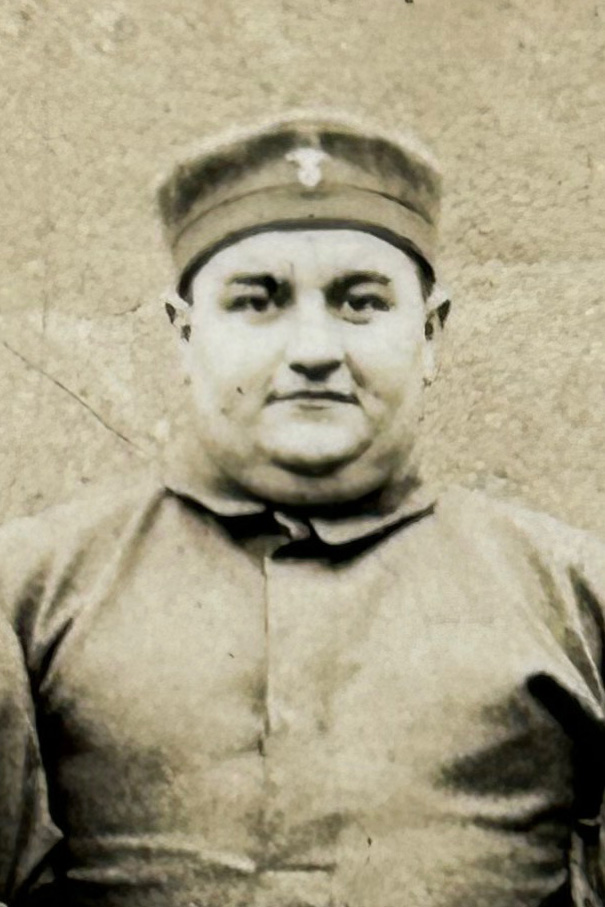
Hellmut Greinert im Referendarlager Jüteborg, 1933

Hellmuth Greinert (* 29. Juli 1906 in Plauen; † 30. November 1967 in Bonn) war ein deutscher Jurist, Aufsichtsratsvorsitzender und Politiker (SPD).

## Leben und Wirken
Hellmuth Greinert war der Sohn eines Werkmeisters. Nach dem Besuch der Volksschule und des Realgymnasiums in Düsseldorf absolvierte er als Werkstudent in den Jahren 1926 bis 1930 ein Studium der Rechtswissenschaften in Berlin, Bonn und Köln. Während des Studiums trat er dem Berliner und Bonner Wingolf bei. 1930 machte er das Referendar- und 1933 das zweite Staatsexamen. Darauf folgte im selben Jahr eine Tätigkeit als juristischer Hilfsarbeiter im preußischen Justizministerium. 
1934 trat er in die Rheinische Provinzialverwaltung ein, der er ab 1942 als Landrat angehörte. 1945 übernahm er die Finanzabteilung der Provinzregierung der Nordrheinprovinz. Nach der Gründung des Landes Nordrhein-Westfalen im August 1946 trat er in das Finanzministerium ein. Dort wurde er 1947 zum Ministerialrat und 1949 zum Ministerialdirigenten ernannt.
Als Nachfolger von Hugo Rosendahl wurde Greinert am 1. September 1950 zum Oberstadtdirektor der Stadt Essen berufen. Zudem war er Mitglied des Deutschen Städtetages, des Landschaftsverbands Rheinland, des Verbandsausschusses des Siedlungsverbands Ruhrkohlenbezirk sowie weiterer gemeinwirtschaftlicher Organisationen, Vereinigungen und Aufsichtsräte. Greinert war Aufsichtsratsvorsitzender der Rheinisch-Westfälischen Elektrizitätswerks AG und trat am 1. September 1957 in deren Vorstand ein, dem er bis zu seinem Tod angehörte. Ab 1960 war er außerdem Vizepräsident der Industrie- und Handelskammer Essen. Greinert machte sich um den Ausbau der Städtischen Krankenanstalten verdient, aus denen das Universitätsklinikum Essen hervorging.
Er wurde in Essen auf dem Friedhof Bredeney beigesetzt.

## Ehrungen
Greinert wurde zum Ehrenbürger der RWTH Aachen und der Rheinischen Friedrich-Wilhelms-Universität Bonn sowie 1955 zum Ehrendoktor der Medizinischen Akademie Düsseldorf ernannt.